# Ge You
Ge You (Pechino, 19 aprile 1957) è un attore cinese.
Nel 1994 ha vinto il premio per il miglior attore al Festival di Cannes per Vivere!.